# 1984-es Fiatal Zenészek Eurovíziója
Az 1984-es Fiatal Zenészek Eurovíziója volt a második Fiatal Zenészek Eurovíziója, melyet a svájci Genfben rendeztek meg. A helyszín a Victoria Hall volt. A döntőre 1984. május 22-én került sor. Az Eurovíziós Dalfesztivállal ellenben itt nem az előző évi győztes rendez, hanem pályázni kell a rendezés jogára. Az 1982-es verseny a német Markus Pawlik győzelmével zárult, aki zongora-versenyművét adta elő Manchesterben.

## A helyszín és a verseny
A verseny pontos helyszíne a svájci Genfben található Victoria Hall volt.
| Svájc Genf |

A zenészeket a Horst Stein vezette Orchestre de la Suisse Romande zenekar kísérte.
A szakmai zsűri elnöke a világhírű amerikai zenész, Yehudi Menuhin volt.
A verseny győztese az elismerés mellett 1 000 font pénzjutalomban is részesült.

## A résztvevők
Először vett részt a versenyen Hollandia, így tíz ország hét zenésze alkotta a mezőnyt, mely az akkori legnagyobb létszám volt.
Dánia, Finnország, Norvégia és Svédország sorozatban másodszor közös indulót küldött a versenyre.
Sorozatban másodjára fordult elő, hogy egy debütáló ország zenésze nyert.

## Zsűri
- Yehudi Menuhin (Zsűrielnök)
- Carole Dawn Reinhart
- Pierre Fournier
- Karl Engel
- Aurèle Nicolet
- Pierre Métral
- Juhani Raiskinen
- Alun Hoddinott
- Werner Thärichen
- Jan Stulen
- Gottfried Scholz
- Éric Tappy
- Marius Constant

## Döntő
A döntőt 1984. május 22-én rendezték meg tíz ország részvételével. A végső döntést a szakmai zsűri hozta meg.
| #  | Ország             | Zenész                | Hangszer | Darab (Szerző)                                                                                             | Helyezés |
| -- | ------------------ | --------------------- | -------- | --- | -------- |
| 01 | Franciaország      | Sabine Toutain        | brácsa   | Concerto for viola and orchestra in D major (Carl Philipp Stamitz)                                         | —        |
| 02 | Egyesült Királyság | Emma Johnson          | klarinét | Concerto for clarinet and orchestra No.2 in F-minor, Op.5, 2nd and 3rd movements (Bernhard Henrik Crusell) | 3.       |
| 03 | Németország        | Andreas Bach          | zongora  | Concerto for piano and orchestra no.1 in E-flat major (Liszt Ferenc)                                       | —        |
| 04 | Hollandia          | Isabelle van Keulen   | hegedű   | Violin concert no. 5 op. 37 (Henri Vieuxtemps)                                                             | 1.       |
| 05 | Svájc              | Martina Schucan       | cselló   | Concerto for cello and orchestra op. 33 (Camille Saint-Saëns)                                              | —        |
| 06 | Ausztria           | Ghislaine Fleischmann | hegedű   | Concert for violin and orchestra op. 53, 3rd movement (Antonín Dvořák)                                     | —        |
| 07 | Finnország[1]      | Olli Mustonen         | zongora  | Concerto for piano and orchestra in G major (Maurice Ravel)                                                | 2.       |

↑ 1: Dánia, Finnország, Norvégia és Svédország ebben az évben közösen nevezte indulóját. A versenyen a zenész a finn színeket képviselte.

## Közvetítő országok
- Ausztria — ORF
- Dánia — DR
- Egyesült Királyság — BBC
- Finnország — YLE
- Franciaország — France 3
- Hollandia — NOS
- Németország — ZDF
- Norvégia — NRK
- Svájc — SRG SSR
- Svédország — SVT

## Térkép

Részt vevő országok